# Ganzeville
Ganzeville è un comune francese di 449 abitanti situato nel dipartimento della Senna Marittima nella regione della Normandia.

## Società

### Evoluzione demografica
Abitanti censiti